# 한국조리명장고등학교
한국조리명장고등학교(韓國調理名匠高等學校)는 대한민국 경상북도 고령군 대가야읍 연조리에 있는 공립 고등학교이다.

## 학교 연혁
- 1954년 6월 10일 : 고령농업고등학교 개교
- 1958년 4월 1일 : 고령중학교와 병합
- 1964년 3월 14일 : 고령여자중학교 분리 이전 개교
- 1970년 4월 10일 : 고령여자상업고등학교 분리 이전 개교
- 1996년 3월 1일 : 고령실업고등학교로 교명 변경
- 2005년 3월 1일 : 특수학급 신설
- 2009년 10월 15일 : 조리과, 실내장식디자인과에 대한 실습동 개축 완료(7개 실습실)
- 2009년 11월 18일 : 전문계 특성화고등학교로 지정(조리과, 실내장식디자인과 신설)
- 2010년 3월 1일 : 고령중, 고령여중 통합 고령중학교로 분리 이전
- 2010년 3월 1일 : 고령실업고, 고령여종고 통합 고령고등학교로 교명 변경
- 2013년 10월 25일 : 교육과학기술부 요청 정책 연구학교(경제교육) 운영 보고
- 2022년 9월 1일 : 제28대 김정호 교장 취임
- 2024년 1월 5일 : 제68회 졸업식(36명 졸업, 총 졸업생수 9,506명)
- 2024년 3월 4일 : 고령고등학교 제71회 입학식(조리과 24명, 실내장식디자인과 21명 총 45명)
- 2025년 3월 1일 : 한국조리명장고등학교로 교명 변경

## 설치 학과
- 조리과
- 실내장식디자인과

## 참고 자료
- 한국조리명장고등학교 - 한국교육학술정보원 학교알리미